# Hebardina inconspicua
Hebardina inconspicua är en kackerlacksart som beskrevs av Karlis Princis 1963. Hebardina inconspicua ingår i släktet Hebardina och familjen storkackerlackor. Inga underarter finns listade i Catalogue of Life.